# Koen De Cauter
Koen De Cauter (Roeselare, 22 november 1950) is een Belgische multi-instrumentalist (gitaar, sopraansaxofoon, zang) in de jazz. Hij speelt onder meer jazz, zigeunerjazz, new orleans jazz en musette en is een bekend vertolker van de liedjes van George Brassens. Hij was leider van het Waso Quartet.
Hij begon op veertienjarige leeftijd met klarinet en een tijd later ook gitaar en saxofoon.
Als saxofonist en gitarist is Koen De Cauter een autodidact. In 1975 richtte hij met Fapy Lafertin het Waso Kwartet op, waarmee hij verschillende albums maakte. In 1996 kwam een plaat van zijn groep Romani uit. De Cauter is de vader van drie muzikale zonen en een muzikale dochter, met wie hij in de afgelopen jaren heeft samengespeeld: Dajo De Cauter (contrabas), Waso De Cauter (gitaar), Vigdis De Cauter (piano) en Myrddin De Cauter (gitaar, klarinet).
De Cauter heeft samengewerkt met onder meer Jopie Jonkers, Wannes Van de Velde en Johan Verminnen.

## Discografie (selectie)
- Zingt Gezelle, Het Muziek Lod vzw, 1992
- Pays Tribute to the Music of George Brassens, Audiophile Records, 1999
- Un p'tit coin d'paradis...: Chansons de Georges (Koen de Cauter & Patrick Saussois Trio), Djaz Records, 2004
- Django! (met o.m. Fapy Lafertin en Joop Ayal), W.E.R.F., 2004
- Django!! (met o.m. Fapy Lafertin), W.E.R.F., 2010

Met Waso
- Live at Gringo's, Dwarf Records, 1976
- Live in Laren, Polydor, 1980
- Round About Midnight, Cirkel Production, 1987
- Si Jamais Tu T'Ennuies, Waste productions, 1991
- La Ronde Des Jurons, MAP Records, 1995
- Ombre Et Lumière, Munich Records, 2004